# Acanthocreagris corsa
Acanthocreagris corsa är en spindeldjursart som beskrevs av Volker Mahnert 1974. Acanthocreagris corsa ingår i släktet Acanthocreagris och familjen helplåtklokrypare. Inga underarter finns listade i Catalogue of Life.